# Ciutat jardí

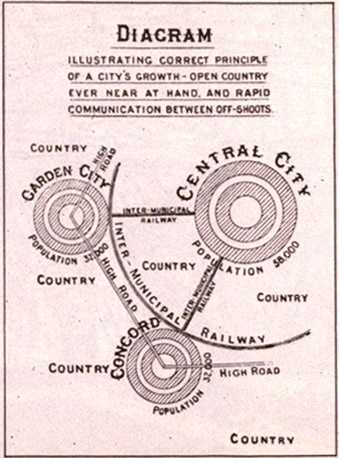
Diagrama d'Ebenezer Howard, fundador del moviment de Ciutat Jardí.

El moviment urbanístic de les ciutats jardí és un model de panificació urbanística basat en nuclis urbans amb franges enjardinades i de mida moderada. Aquests es connecten entre ells pers diversos mitjans de comunicació separats per terrenys agrícoles i forestals. El model pretenia aconseguir alhora els beneficis dels entorns rurals i urbà, sense els perjudicis de cadascun. Substituint les grans ciutats industrials per altres de més petites envoltades de terres agrícoles, barrejant així camp-ciutat, millorarien els estàndards de salut i confort dels treballadors.

## Història
La concepció de les ciutats jardí la va realitzar Sir Ebenezer Howard (1850-1928). Els seus conceptes sociològics i urbanístics van aparèixer en la seva primera edició del llibre Tomorrow: A Peaceful Path to Reform, publicat el 1896. Sis anys més tard publicaria Garden Cities of To-morrow, la versió corregida i completa, la qual va ser publicada el 1902.

## La Ciutat Jardí
L'esquema representatiu que va fer Howard consisteix en el mapa d'una ciutat central que es comunica amb sis nuclis de població que són la ciutat jardí pròpiament dita. En el centre trobaríem els edificis públics principals i centres de cultura inserits en una zona de jardins de dues hectàrees. El nucli està rodejat d'una zona arboritzada i de jardins per on circula el ferrocarril i se situa un canal; ambdós elements uneixen les sis ciutats jardí compostes per cases unifamiliars amb jardí i terreny de 6 per 40 metres. Al voltant de la ciutat residencial se situen les zones fabrils perifèriques, magatzems, manufactures i mercats en el cinturó agrari que les rodeja estaran les zones rurals que serviran per autoabastiment de l'aliment que consumiran les poblacions. L'objectiu d'aquest concepte d'estructura és que hi hagi una bona comunicació amb la ciutat central funcional, però que a la vegada els nuclis més allunyats puguin ser independents residencialment i així alliberar l'acumulació humana i urbana en la principal. Amb el seu model urbanístic, Howard confronta els avantatges i els inconvenients de la vida en el camp i la ciutat.

### Dins la Ciutat Jardí
La ciutat central és circumdada per la via del tren que uneix a totes les ciutats jardí exteriorment. Aquestes al seu torn estan unides individualment amb la ciutat central per mitjà de vies interiors de raïl, i entre elles, per mitjà de carreteres, d'aquesta manera s'evita la presència de màquines de tren dins de les mateixes zones rurals.
Ebenezer Howard va estimar una població màxima dins les ciutats jardí de 32.000 habitants, amb 1000 acres (mesura anglesa de superfície equivalent a 40 àrees) i 5000 de terra agrícola.

Analitzant els diagrames de Howard podem veure que repeteix en la ciutat jardí el model de la ciutat central a menor escala. Tenim la zona urbanitzada, formada per sis barris dividits per sis avingudes amb granges, escoles infantils, noves zones de bosc i institucions educatives agrícoles, fins i tot per sords i cecs o manicomis. D'aquesta manera aconsegueix un equilibri entre la densitat urbana i les àrees rurals. En la ciutat jardí no s'elimina la propietat privada, però s'evita l'especulació del sòl, donant pas a un model de propietat comunitària d'aquest, on s'exploten de manera col·lectiva els béns i les zones agrícoles. Cal destacar que amb la ciutat jardí, Howard pretén impulsar els conceptes de "renda baixa", "oportunitats socials", "naturalesa" o "cooperació", per aquest motiu posa gran detall en els serveis i infraestructures de les quals se servirà el nucli per assolir aquests objectius.